# Calle (Bücken)
Pour les articles homonymes, voir Calle.
Calle est un quartier de la commune allemande de Bücken, appartenant à l'arrondissement de Nienburg/Weser, dans le Land de Basse-Saxe.

## Géographie
Calle se situe à 25 km au nord-ouest de la ville de Nienburg/Weser entre Brême (46 km) et Hanovre (74 km). La majeure partie du village se trouve sur une crête de sable au bord de l'ancienne vallée glaciaire de la Weser.

## Histoire
Il y a des tumulus de l'âge du bronze. Calle est mentionné pour la première fois en 1190 dans un document du pape Clément III. De 1677 à 1964, il y avait une école à Calle.
Le 1er mars 1974, Calle est incorporé à la ville de Bücken dans le cadre de la réforme régionale en Basse-Saxe.

## Source, notes et références
- (de) Cet article est partiellement ou en totalité issu de l’article de Wikipédia en allemand intitulé « Calle (Bücken) » (voir la liste des auteurs).

1. ↑  (de) Statistisches Bundesamt, Historisches Gemeindeverzeichnis für die Bundesrepublik Deutschland. Namens-, Grenz- und Schlüsselnummernänderungen bei Gemeinden, Kreisen und Regierungsbezirken vom 27.5.1970 bis 31.12.1982, 1983 (ISBN 3-17-003263-1)